# 梯子湾

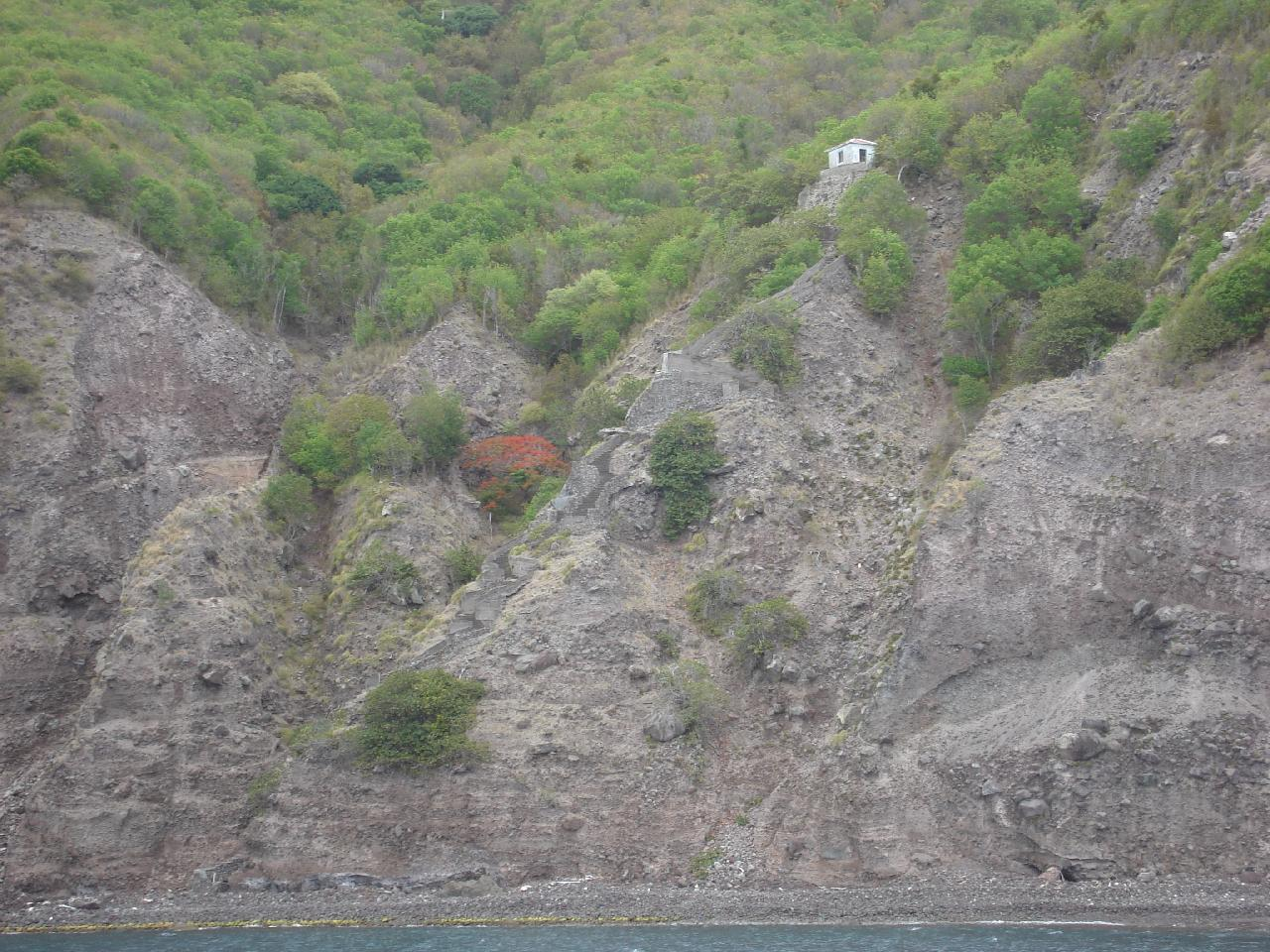
開鑿在岩壁上的「梯子」及上方的舊海關建築

梯子湾（Ladder Bay）是荷兰加勒比區萨巴島背风面上的锚地。该海湾位于被当地人称为“梯子”（The Ladder，以手工開鑿在岩壁上的800階步道）的下方。